# Sportpalast Vilnius

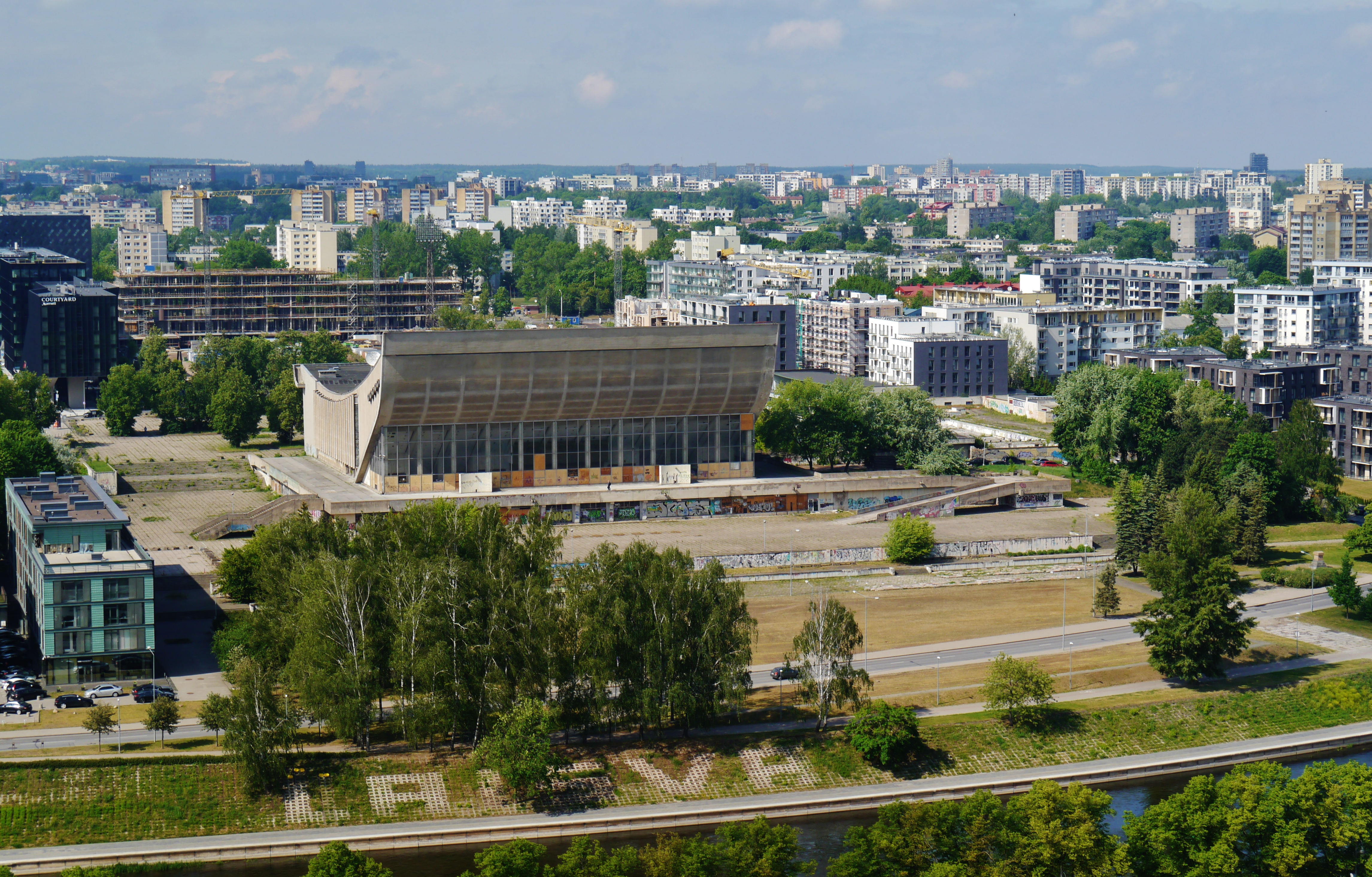
Blick vom Gediminas-Turm auf den Sportpalast mit dem geschwungenen Dach (Mai 2019)

Der Sportpalast Vilnius (litauisch Vilniaus sporto rūmai) ist eine Mehrzweckhalle in der litauischen Hauptstadt Vilnius. Er wurde ab 1961 von den Architekten Eduardas Chlomauskas, Zigmas Liandzbergis und Jonas Kriukelis entworfen und 1971 fertiggestellt. Ende der 1990er-Jahre wurde das Gebäude an den privaten Träger verkauft. Der geplante Abriss wurde zwar durch eine Ausweisung als nationales Kulturerbe im Jahr 2006 verhindert, das Gebäude ist jedoch weiterhin ungenutzt und verfällt.

## Geschichte
Der Sportpalast an der Neris, einem Nebenfluss der Memel, im Zentrum der Hauptstadt wurde auf dem Gelände des früheren jüdischen Friedhofs Šnipiškės errichtet. 1961 fand ein Architektenwettbewerb für die Erweiterung eines Sportzentrums statt, in dessen Mittelpunkt das 1950 errichtete und 2016 zerstörte  Žalgiris-Stadion stand. Drei Architektenteams des Staatlichen Instituts für Stadtplanung und Städtebau beteiligten sich an dem Wettbewerb. Realisiert wurde der zweitplatzierte Entwurf der Architekten Eduardas Chlomauskas und Zigmas Liandzbergis, denen sich später der Architekt Jonas Kriukelis anschloss. Der Bau orientiert sich an dem ab 1962 entworfenen und 1966 fertiggestellten  Sportpalast Minsk der Architekten Sergei Fillonow und Valentin Malyschew, dessen Pläne den Architekten vorlagen. Die Dachkonstruktion des Sportpalastes in Vilnius war besonders gewagt und wurde von dessen Ingenieur Henrikas Kavelis patentiert. In der Eingangshalle steht eine abstrakte, 1973 entstandene, Skulptur aus Holz von Regimantas Kavaliauskas.
2004 wurde die Halle aus Sicherheitsgründen geschlossen. Es wurde auf dem Gelände ein Kongresszentrum für 25 Mio. Euro geplant. 2015 wurde der litauische Ober-Rabbiner Chaim Burshtein von der jüdischen Gemeinde in Litauen entlassen, nachdem er sich öffentlich gegen die Umwandlung der Arena in ein Kongresszentrum ausgesprochen hatte. In den Jahren 2016 und 2017 kamen 38.000 Unterschriften in einer Petition gegen die Baupläne auf dem Gelände des früheren Friedhofs zusammen. Viele Unterschriften stammten von Nachkommen litauischer Juden, die jetzt in anderen Ländern leben.
Im Dezember 2019 wurden neue Pläne für die Halle und das Gelände vorgestellt. Der alte Sportpalast sollte in ein modernes Kongresszentrum umgebaut werden. Die Planungen wurden von der litauischen jüdischen Gemeinde in Litauen und dem in London ansässigen Komitee zur Erhaltung jüdischer Friedhöfe in Europa diskutiert und genehmigt. Gegen diese Pläne wurden wiederum 53.500 Unterschriften in einer Petition gesammelt. Des Weiteren verklagte ein Nachfahre der auf dem Friedhof beigesetzten Menschen die Eigentümer des Sportpalasts Vilnius beim Bezirksgericht Vilnius. Dieser Klage schlossen sich mehr als hundert weitere Personen an. Bisher gibt es keine neuen Entwicklungen in der Frage der Zukunft des Sportpalasts Vilnius.